# 浮鹰天仙宫
26°35′19.89″N 120°08′36.19″E / 26.5888583°N 120.1433861°E
浮鹰天仙宫，位于中国福建省霞浦县海岛乡浮鹰岛里澳村，为一个霞浦县级文物保护单位，类型为古建筑，公布时间为2010年11月。
浮鹰天仙宫始建于明朝洪武十五年（1382年），清朝时期由蔡牵重建，为霞浦县前沿保留最早、最完整的天仙宫。